# 고마부에

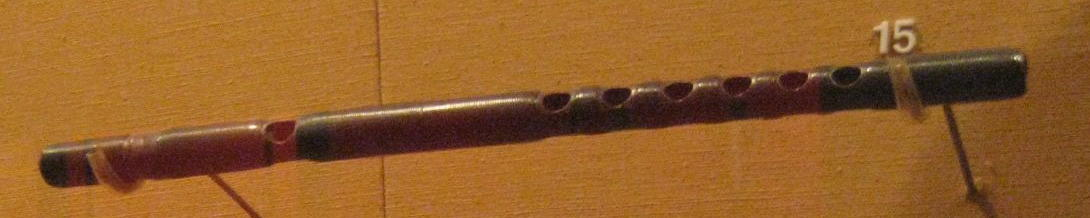
고마부에(미국 메트로폴리탄 미술관 소장)

고마부에(高麗笛)는 일본의 가가쿠(雅楽)에서 사용하는 관악기의 일종이다. 고마가쿠(高麗楽)와 국풍가무(国風歌舞) 가운데 동유(東遊)에서 사용된다.
고마부에는 대나무 관으로 만들며, 옆에 여섯 개의 구멍을 갖고 있으며 가로로 부는 구조를 갖고 있다. 서양악기의 피콜로와 비슷하다. 음의 높이는 류테키(龍笛)보다 음이 하나 더 높다. 음역은 F#5에서 E7.

## 같이 보기
- 고마가쿠